# Pachycondyla oculata
Pachycondyla oculata är en myrart som först beskrevs av Smith 1858.  Pachycondyla oculata ingår i släktet Pachycondyla och familjen myror. Inga underarter finns listade i Catalogue of Life.